# Stonařov

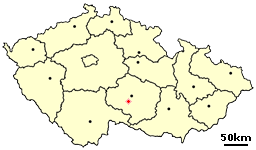
Localização da cidade na República Tcheca

Stonařov é uma pequena  vila da Morávia, na República Tcheca, com 927 habitantes (censo 2004), criada no fim do século XII, sendo mencionada pela primeira vez em documentos no ano de 1347.
A agricultura e uma pequena indústria têxtil são as fontes de renda do vilarejo, cidade natal do ex-líder nazista Arthur Seyss-Inquart (1892-1946), enforcado como criminoso de guerra em Nuremberg ao final da II Guerra Mundial.